# Vae victis
Pour les articles homonymes, voir Vae Victis (homonymie).
Vae victis est une expression latine signifiant « Malheur aux vaincus », prononcée par le chef gaulois Brennos (ou Brennus), qui avait vaincu Rome.

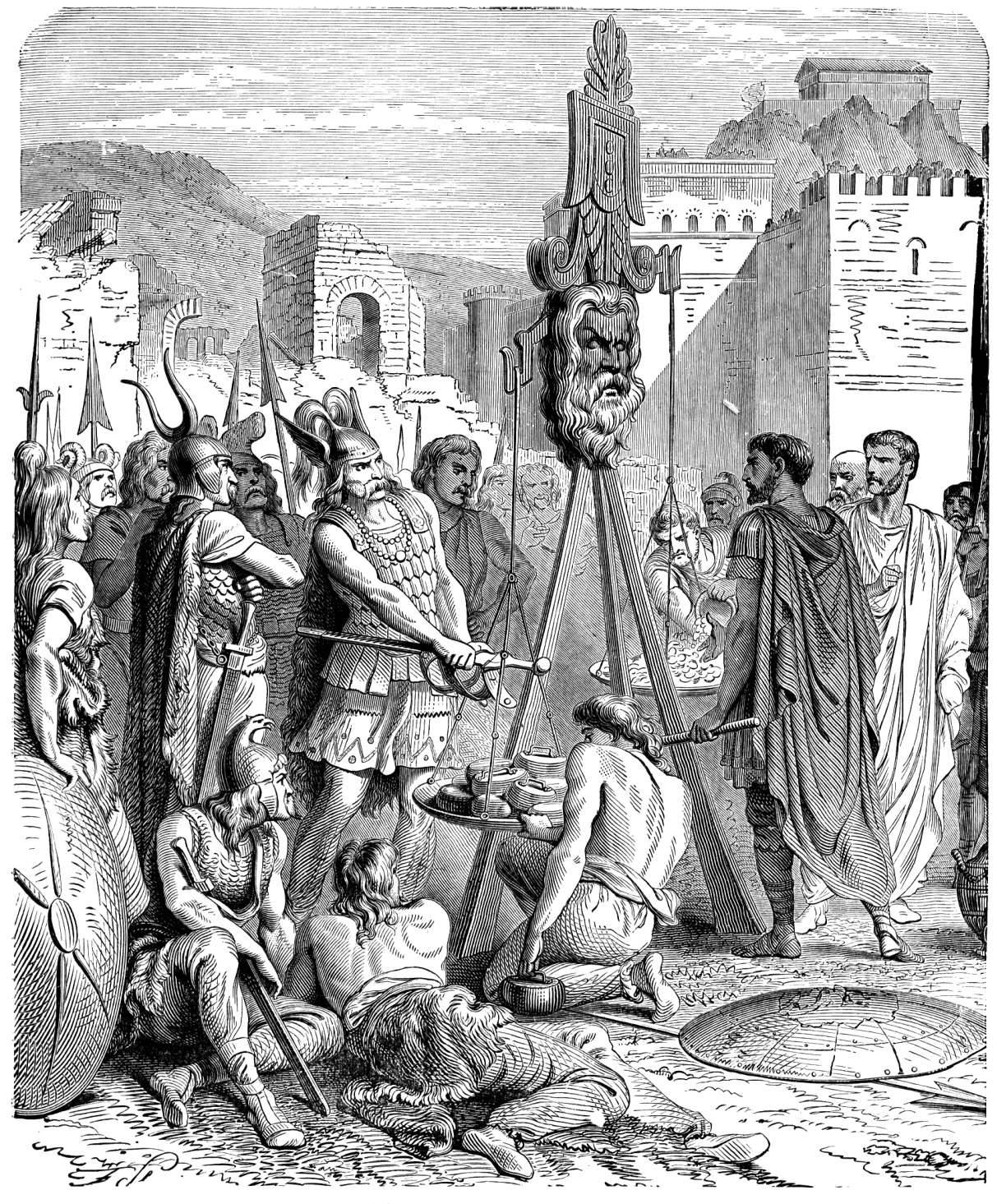
Le chef gaulois Brennus jetant son épée sur la balance, pour obtenir une plus lourde rançon.
Gravure pour l’Histoire de France en cent tableaux de Paul Lehugeur (1886).

De nos jours, cette expression s'emploie pour rappeler que le vaincu est à la merci du vainqueur, surtout pendant les négociations qui suivent le combat.

## Historique
Pour un article plus général, voir Sac de Rome (390 av. J.-C.).
Vers 390 av. J.-C., les Gaulois, menés par Brennos, envahissent l'Étrurie pour s'approprier les richesses de la péninsule italienne. Vainqueurs de l'armée romaine sur la rivière Allia, ils s'emparent de Rome qu'ils trouvent désertée, ses portes ouvertes. La population s'est enfuie, à l'exception des sénateurs, assis sur leurs chaises curules sur une place de la ville. Un soldat gaulois s'approche de l'un d'eux et s'amuse à lui tirer la barbe. Le sénateur punit l'audacieux d'un coup de bâton. Il est aussitôt massacré, ainsi que ses collègues. Les Gaulois se livrent par la suite à de nombreux pillages et massacres.
Les Romains, réfugiés dans le Capitole, parviennent à résister à l'assaut gaulois. Conscients de la vanité de leurs efforts, les Gaulois décident d'assiéger la ville. Le siège du Capitole commence alors et dure sept longs mois. Selon la légende, les oies du Capitole réveillent les Romains par leurs cris, les alertant ainsi d'une attaque surprise des Gaulois. Grâce à quoi, les défenseurs réussissent à repousser cet assaut nocturne qui aurait pu être particulièrement meurtrier. Un autre jour, les Romains, pourtant au bord de la famine, jettent du pain aux assiégeants pour leur faire croire qu'ils ont des réserves infinies et ainsi les démoraliser.
Devant cette résistance inattendue, Brennos accepte de traiter avec le tribun militaire romain Quintus Sulpicius Longus : les Gaulois se retireront moyennant le versement d'une forte rançon, 1 000 livres d'or (soit 327,45 kg).
Une grande balance est alors préparée sur une place de Rome. Afin d'alourdir encore la rançon, les Gaulois y placent de faux poids. Devant les protestations des Romains qui s'aperçoivent de la supercherie (« De quel droit utilises-tu des poids truqués ? »), Brennos ajoute encore à leur déshonneur : leur répondant « Du droit des vainqueurs ! », il jette son épée et son baudrier sur la balance en ajoutant « Vae victis », « Malheur aux vaincus » comme conclusion.
Brennos fut plus tard battu par Camille, mais parvint néanmoins à conserver une partie de la rançon.

## Dans la culture populaire

### Jeux vidéo
Dans la série de jeu vidéo Legacy of Kain, l'expression Vae victis est souvent prononcée par Kain, le vampire et anti-héros du jeu.

Films
Dans Gladiator II, réalisé par Ridley Scott, l'expression "Vae Victis" est prononcée lors de victoires de l'armée romaine, ou avant un combat de gladiateurs.

### Jeux de stratégie
Vae Victis est le nom d'une revue française sur le jeu d'histoire (« wargame »).

### Bande dessinée
Vae victis ! est une série de Simon Rocca (scénariste) et de Jean-Yves Mitton (dessin). On y découvre les aventures d'Ambre, une jeune esclave fuyant Rome pour sa Bretagne natale, plongée dans les événements de la guerre des Gaules.

### Musique
Le groupe français Rue de la Forge rend hommage au guerrier Gaulois dans leur morceau éponyme Brennos et son célèbre "Vae Victis". La chanson fait également référence à l'épisode des Oies du Capitole.